# Slobodan Trifunović
Slobodan Trifunović (in serbo Слободан Трифуновић?; Belgrado, 3 febbraio 1956) è un ex pallanuotista jugoslavo, vincitore di una medaglia d'argento alle olimpiadi di Mosca 1980.
È stato allenatore della squadra femminile del Volturno, con cui ha conquistato il campionato italiano 1991.